# Al-Waladża
Al-Waladża (arab. الولجة) – nieistniejąca już arabska wieś, która była położona w Dystrykcie Jerozolimy w Mandacie Palestyny. Wieś została wyludniona i zniszczona podczas I wojny izraelsko arabskiej (al-Nakba), po ataku Sił Obronnych Izraela w dniu 21 października 1948.

## Położenie
Al-Waladża leżała wśród wzgórz Judei, w odległości 8 kilometrów na zachód od miasta Jerozolima. Według danych z 1945 do wsi należały ziemie o powierzchni 1 770,8 ha. We wsi mieszkało wówczas 1 650 osób.
| własność gruntów | powierzchnia gruntów (hektary) |
| ---------------- | ------------------------------ |
| Arabowie         | 1 750,7                        |
| Żydzi            | 3,5                            |
| publiczne        | 16,6                           |
| Razem            | 1 770,8                        |

| Rodzaj użytkowanych gruntów | Arabowie (hektary) | Żydzi (hektary) |
| --------------------------- | ------------------ | --------------- |
| uprawy oliwek               | 8                  | 0               |
| uprawy nawadniane           | 213,6              | 0               |
| uprawy zbóż                 | 620,5              | 2,2             |
| nieużytki                   | 930,1              | 1,3             |
| zabudowane                  | 3,1                | 0               |

## Historia
W 1596 Al-Waladża liczyła 655 mieszkańców, którzy płacili podatki z upraw pszenicy, jęczmienia, winorośli, owoców, oliwek, oraz hodowli kóz i uli.
W okresie panowania Brytyjczyków Al-Waladża była dużą wsią. Wieś posiadała jeden meczet i szkołę podstawową.
Podczas I wojny izraelsko-arabskiej w maju 1948 wieś zajęły wojska egipskie. Była ona broniona przez arabskich ochotników z Bractwa Muzułmańskiego i Arabskiej Armii Wyzwoleńczej. Podczas operacji Jekew w dniu 21 października 1948 wojska izraelskie zajęły wieś Al-Waladża. Mieszkańcy zostali wysiedleni, a większość domów wyburzono. Wieś została odbudowana po wojnie po drugiej stronie wadi, pod nazwą Al-Waladża.

## Miejsce obecnie
Na gruntach wioski Al-Waladża powstał w 1950 moszaw Amminadaw.
Palestyński historyk Walid Chalidi, tak opisał pozostałości wioski Al-Waladża: „Na terenie wsi stoi kilka kamiennych domów. Północna część terenu pokryta jest kamiennym gruzem. Na zachodzie znajdują się tarasy, które porastają drzewa migdałowe”.